# Захариева, Екатерина
Екатерина Спасова Гечева-Захариева (болг. Екатерина Спасова Гечева-Захариева, род. 8 августа 1975, Пазарджик) — болгарский политик и юрист. Министр иностранных дел Болгарии с 4 мая 2017 по 12 мая 2021 года. Ранее занимала различные посты в болгарском правительстве при Марине Райкове, Бойко Борисове и Георги Близнашки, в том числе пост министра регионального развития и благоустройства Болгарии, министра регионального развития Болгарии и министра инвестиционного проектирования Болгарии. С 18 декабря 2015 по 27 января 2017 года — министр юстиции Болгарии.

## Биография
Окончила языковую гимназию имени Бертольда Брехта в Пазарджике с углублённым изучением немецкого языка и Пловдивский университет (магистр права). Адвокат в 2001—2003 годах, юрисконсульт в 2003 году, с 2007 года — директор Право-нормативного и административного обслуживания при Министерстве окружающей среды и водных ресурсов Болгарии. С августа 2009 года заместитель министра регионального развития и благоустройства Болгарии по вопросам законодательства, устройства территорий и проектов, государственной собственности, жилищной политики, концессий, ГРАО, регионального развития, торговых обществ и государственных предприятий.
Специализации — «Развитие способностей определения оценки воздействия законодательства и политики» (проект «За хорошее общественное регулирование: институционализирование процессов оценки воздействия в государственной администрации», консорциум Jacobs and Associates Europe Limited), европейское право, «Права человека и окружающая среда» (Венецианская комиссия, Триест, Италия), «Стратегическое планирование и координация оценки воздействия законодательства и политики и участие общественности в принятии управленческих решений» (Институт общественной администрации, Дублин, Ирландия; Национальная школа администрации, Париж, Франция).
23 января 2012 года назначена Главным секретарём Президента Болгарии согласно его указу.
С 4 мая 2017 года министр иностранных дел Болгарии в коалиционном правительстве партий ГЕРБ и Объединённых патриотов.
Возглавляемое Захариевой Министерство иностранных дел Болгарии в сентябре 2019 года призвало Россию не поддерживать «сомнительный исторический тезис» о том, что война Советского Союза против гитлеровской Германии была освобождением Европы. Данное заявление имело большой резонанс в России.
С 2006 года замужем за архитектором Ангелом Захариевым. Владеет английским и немецким языками.